# Кравец, Владимир Сергеевич
Влади́мир Серге́евич Краве́ц (укр. Володимир Сергійович Кравець; род. 31 мая 1981, Красноармейск) — украинский боксёр, представитель лёгкой и первой полусредней весовых категорий. Выступал за сборную Украины по боксу в первой половине 2000-х годов, победитель и призёр турниров международного значения, участник летних Олимпийских игр в Афинах. В период 2005—2012 годов боксировал также на профессиональном уровне. Мастер спорта Украины международного класса.

## Биография
Владимир Кравец родился 31 мая 1981 года в городе Красноармейске Донецкой области Украинской ССР.

### Любительская карьера
Первого серьёзного успеха на взрослом международном уровне добился в сезоне 2000 года, когда вошёл в состав украинской национальной сборной и побывал на Мемориале Ахмета Джёмерта в Стамбуле, откуда привёз награду бронзового достоинства, выигранную в зачёте лёгкой весовой категории.
В 2002 году выступил на чемпионате Европы в Перми, где на стадии четвертьфиналов был остановлен болгарином Димитром Штиляновым, одержал победу на международном турнире «Таммер» в Тампере.
В 2003 году боксировал на Мемориале Странджи в Пловдиве, на Кубке Арены в Пуле и на чемпионате мира в Бангкоке, где в 1/8 финала первого полусреднего веса проиграл россиянину Александру Малетину.
В 2004 году завоевал серебряную медаль на Кубке Анвара Чоудри в Баку, уступив в решающем финальном поединке российскому боксёру Мурату Храчеву, и благодаря этому достижению удостоился права защищать честь страны на летних Олимпийских играх в Афинах. Однако на Играх уже в стартовом поединке категории до 60 кг со счётом 17:21 потерпел поражение от пакистанца Асгара Али Шаха и сразу же выбыл из борьбы за медали.
За выдающиеся спортивные достижения удостоен почётного звания «Мастер спорта Украины международного класса».

### Профессиональная карьера
Вскоре по окончании афинской Олимпиады Кравец покинул расположение украинской сборной и в январе 2005 года успешно дебютировал на профессиональном уровне. Долгое время шёл без поражений, хотя боксировал в основном на домашних донецких рингах, и уровень его оппозиции был не очень высоким.
В период 2006—2010 годов владел региональным титулом чемпиона EBU External, который в общей сложности защитил шесть раз.
В августе 2010 года стал обладателем вакантного титула чемпиона мира в первой полусредней весовой категории по версии Международного боксёрского совета (IBC), выиграв по очкам у непобеждённого бельгийца Тарика Мадни (14-0).
В январе 2011 года отметился победой нокаутом над французским проспектом Бастьеном Лафоржом (12-1-1), заполучив тем самым титул чемпиона Европейской боксёрской ассоциации (EBA).
Первое и единственное поражение в профессиональной карьере потерпел в августе 2011 года в бою за титул временного чемпиона Латинской Америки по версии Всемирной боксёрской ассоциации (WBA) — в первом же раунде проиграл техническим нокаутом представителю Испании Игнасио Мендосе (30-6-2).
В 2012 году провёл ещё два поединка с малоизвестными боксёрами и на этом принял решение завершить спортивную карьеру.